# Eccellenza Sardegna 2003-2004
Il campionato italiano di calcio di Eccellenza regionale 2003-2004 è stato il tredicesimo organizzato in Italia. Rappresenta il sesto livello del calcio italiano.
Questi sono i gironi organizzati dal comitato regionale della regione Sardegna.

## Squadre partecipanti
| Club                      | Città                    | Stadio                  | Stagione precedente                    |
| ------------------------- | ------------------------ | ----------------------- | -------------------------------------- |
| Pol. Alghero              | Alghero (SS)             | Stadio Mariotti         | 5° in Eccellenza Sardegna              |
| U.S. Arbus S.r.l.         | Arbus (SU)               |                         | 5° in Eccellenza Sardegna              |
| U.S. Castelsardo          | Castelsardo (SS)         | Stadio Comunale         | 7° in Eccellenza Sardegna              |
| U.S. Ilvamaddalena        | La Maddalena (SS)        | Stadio Pietro Secci     | 3° in Eccellenza Sardegna              |
| A.S. Macomer              | Macomer (NU)             |                         | 1º nel girone B in Promozione Sardegna |
| Monteponi Iglesias Calcio | Iglesias (SU)            |                         | 11° in Eccellenza Sardegna             |
| U.S. Nuorese              | Nuoro                    | Stadio Franco Frogheri  | 4° in Eccellenza Sardegna              |
| U.S. Nuova Monreale       | San Gavino Monreale (SU) |                         | 12° in Eccellenza Sardegna             |
| A.P.D. Quartu 2000        | Quartu Sant'Elena (CA)   |                         | 1º nel girone A in Promozione Sardegna |
| P.S.F. Sant'Elena Quartu  | Quartu Sant'Elena (CA)   |                         | 8° in Eccellenza Sardegna              |
| G.S. Selargius            | Selargius (CA)           |                         | 9° in Eccellenza Sardegna              |
| Pol. Taloro Gavoi         | Gavoi (NU)               |                         | 13° in Eccellenza Sardegna             |
| S.S. Tavolara             | Olbia (SS)               |                         | 6° in Eccellenza Sardegna              |
| U.S. Tempio               | Tempio Pausania (SS)     | Stadio Nino Manconi     | 10° in Eccellenza Sardegna             |
| U.S. Tortolì Calcio 1953  | Tortolì (NU)             |                         | 2º nel girone B in Promozione Sardegna |
| Pol. Tharros              | Oristano                 | Stadio Comunale Tharros | 2º nel girone A in Promozione Sardegna |

## Classifica finale
|  | Pos. | Squadra             | Pt | G  | V  | N  | P  | GF | GS | DR  |
|  | ---- | ------------------- | -- | -- | -- | -- | -- | -- | -- | --- |
|  | 1.   | Alghero             | 62 | 30 | 18 | 8  | 4  | 51 | 18 | +33 |
|  | 2.   | Tavolara            | 61 | 30 | 18 | 7  | 5  | 53 | 25 | +28 |
|  | 3.   | Tempio              | 55 | 30 | 15 | 10 | 5  | 46 | 22 | +24 |
|  | 4.   | Selargius           | 44 | 30 | 12 | 8  | 10 | 48 | 51 | -3  |
|  | 5.   | Tortolì             | 43 | 30 | 12 | 7  | 11 | 36 | 32 | +4  |
|  | 6.   | A.S. Macomer        | 42 | 30 | 11 | 9  | 10 | 38 | 40 | -2  |
|  | 7.   | Quartu 2000         | 39 | 30 | 10 | 9  | 11 | 33 | 32 | +1  |
|  | 8.   | Tharros             | 39 | 30 | 10 | 9  | 11 | 44 | 45 | -1  |
|  | 9.   | Castelsardo         | 39 | 30 | 10 | 9  | 11 | 30 | 32 | -2  |
|  | 10.  | Nuorese             | 39 | 30 | 10 | 9  | 11 | 43 | 45 | -2  |
|  | 11.  | Taloro Gavoi        | 39 | 30 | 11 | 6  | 13 | 43 | 49 | -6  |
|  | 12.  | Sant'Elena          | 38 | 30 | 11 | 5  | 14 | 38 | 42 | -4  |
|  | 13.  | U.S. Nuova Monreale | 38 | 30 | 10 | 8  | 12 | 31 | 44 | -13 |
|  | 14.  | Ilvamaddalena       | 38 | 30 | 10 | 8  | 12 | 36 | 36 | 0   |
|  | 15.  | Arbus               | 22 | 30 | 5  | 7  | 18 | 28 | 60 | -32 |
|  | 16.  | Monteponi Iglesias  | 18 | 30 | 3  | 9  | 18 | 35 | 60 | -25 |

### Spareggio 13.posto
Nuova Monreale-Ilva Maddalena 1-0

## Finale di Coppa di Sardegna
Tempio -  Nuorese: 5-0